# Кайян
Кайя́н (кит. упр. 开阳, пиньинь Kāiyáng) — уезд городского округа Гуйян провинции Гуйчжоу (КНР).

## История
Во времена империи Мин в 1630 году была создана Кайчжоуская область (开州). После Синьхайской революции в Китае была проведена реформа структуры административного деления, в ходе которой области были упразднены, и поэтому в 1914 году Кайчжоуская область была преобразована в уезд. Так как в провинции Чжили уже имелся уезд Кайчжоу, а в провинции Сычуань — уезд Кайсянь, то уезд получил название Цзыцзян (紫江县) по местной реке. В 1930 году уезд был переименован в Кайян.
В 1950 году был образован Специальный район Гуйян (贵阳专区), и уезд вошёл в его состав. В 1952 году власти Специального района Гуйян переехали в уезд Гуйдин, и Специальный район Гуйян был переименован в Специальный район Гуйдин (贵定专区). В 1956 году Специальный район Гуйдин был расформирован, и уезд перешёл в состав Специального района Аньшунь (安顺专区).
В 1958 году уезд перешёл под юрисдикцию властей Гуйяна. В 1963 году уезд был передан в состав Специального района Цзуньи (遵义专区), а в 1965 году вернулся в состав Специального района Аньшунь.
В 1970 году Специальный район Аньшунь был переименован в Округ Аньшунь (安顺地区).
1 января 1996 года уезд был переведён в состав городского округа Гуйян.

## Административное деление
Уезд делится на 2 микрорайонов, 8 посёлков, 5 волостей и 3 национальные волости.